# Escut de la República Democràtica del Congo
L'escut de la República Democràtica del Congo ha canviat diverses vegades des de la independència de l'estat, el 1960. L'actual fou adoptat el 18 de febrer del 2006 pel president Kabila i té com a motiu central un cap de lleopard al natural, voltat per un ullal d'elefant a la destra i una llança a la sinistra, que descansen damunt una roca on es pot llegir el lema nacional en francès dins una cinta vermella: JUSTICE – PAIX – TRAVAIL ('Justícia – Pau – Treball').

## Història
En els seus inicis, el 1886, l'Estat Independent del Congo –una possessió personal del rei dels belgues Leopold II– tenia un escut heràldic segons la tradició europea: d'atzur, una faixa ondada d'argent (en al·lusió al riu Congo), amb una estrella de cinc puntes d'or al cantó destre del cap; sobre el tot, un escussó amb les armes del rei, que eren les de Bèlgica, és a dir, de sable un lleó d'or, carregades amb un escussó amb les armes de la Casa de Saxònia. Aquest escut es va mantenir fins i tot quan el rei va cedir el Congo a l'Estat belga, el 1908.
Arran de la independència, el 30 de juny de 1960, la República del Congo (com es va anomenar fins al 1966, en què va prendre el nom actual de República Democràtica del Congo) va adoptar un escut basat en la bandera, d'atzur i amb una estrella central d'or acompanyada de sis estrelles més petites en representació de les províncies de l'Estat.
Aquest escut fou substituït el 1965 arran del cop del general Mobutu per un d'allunyat de la tradició heràldica occidental, sobre el qual s'ha basat l'actual. Es tractava d'un cap de lleopard voltat per un ram de llorer i un ullal d'elefant, amb dues llances a sota passades en sautor i una cinta amb el lema nacional. Fou l'utilitzat també durant l'època en què l'Estat va dur el nom de República del Zaire (1971-1997).
Amb la caiguda de Mobutu, el maig de 1997 es va reintroduir l'escut i la bandera de la Primera República, amb lleugeres modificacions. L'escut fou substituït el 2003 per un amb un cap de lleó i tres mans agafades pel canell, voltat tot plegat per una corona de llorer amb la divisa DÉMOCRATIE – JUSTICE – UNITÉ ('Democràcia – Justícia – Unitat').

Estat Independent del Congo (1886-1908)
Colònia Belga del Congo (1908-1960)
República del Congo (1960-1963)
República del Zaire (1971-1997)
República Democràtica del Congo (1997-1999)
República Democràtica del Congo (1999-2003)
República Democràtica del Congo (2003-2006)